# れいぞうこのくにのココモン
『れいぞうこのくにのココモン』（原題：냉장고 나라 코코몽）は、Olive Studio制作、韓国教育放送公社放映の韓国のCGアニメーション。
日本では2015年からキッズステーションにて放送されていた。

## 解説
冷蔵庫の中にある国を舞台に、動物になった食品たちが繰り広げる冒険を描いたアニメ作品。

## 登場人物
ココモン
声：石井花奈
本作の主人公である猿。もともとはソーセージだった。好奇心旺盛で、変わったものを作ることが得意。
アロミ
声：北村幸子
物知りなウサギ。もともとはゆで卵だった。
第1期ではリボンはなかったが、第2期からはリボンを付けている。
ダイコー
声：真田雅隆
大柄な体格のカバ。もともとは大根であり、腹から下や両手が緑色になっている。また、いつもかぶっている帽子はキノコでできている。心優しく気配り上手な人物。
キューリー
声：竹内想
料理好きなワニで、もともとはキュウリだった。他者の意見に反応する傾向にある。
また、第2期13話ではカビキングの作ったコックロボの眼鏡をかけられ操られてしまうが、ココモンによって目を覚められる。
ネギー
声：野々山恵梨
楽観的な性格の鶏で、もともとはネギだった。後先考えずに行動しては落ち込むことが多い。
キャロ
声：庄司然
おしゃれなロバで、もともとはニンジンだった。
マメピー・マメプー・マメポー
声：しもがまちあき（マメピー）、堀川かえで（マメプー）、春木宏水（マメポー）
第1期では子豚の三兄弟だったが、第2期では子狸の三兄弟になっている。元々は豆だった。
グリ
声：萱沼千穂
話し上手の鳥で、もともとはドングリだった。困った人を放っておけない性格。
第2期には登場しない。
オモン
声：白鳥すず芽、北崎ひとみ(第3期以降)
ココモンのペットである犬で、もともとはエビだった。
「オモン」としか喋れない
カビキング
声：大塚智則、夏目桂輔(第3期以降)、北崎ひとみ(第3期最終話子供時代)
第2期から登場。カビがついたみかんからネズミに変身したココモンのライバル。
ロボコンを倒すためにカビロボットを発明してやっつけようとするが、いつも失敗する。
第2期10話ではカビオイルを飲んでしまったせいか、フレッシュタウンに墜落してしまい、記憶がなくなってしまう(ただし野菜を食べたことにより記憶が戻った)。
そして第2期最終話では本当にロボコンを倒そうとしたが、結局ロボコンを倒せずに終わってしまった。
また、第3期ではダークパンというカビキングが自ら作ったロボットがおり、それを使ってココモンを倒そうとしたが、ロボコンによって倒されてしまった。
第3期25話ではロボコンを倒すために必要なダークエネルギーをダークパンに補充したせいか、突然ポテパンを攻撃し、キャンディパンと共に逃げ出す。
そして第3期最終話ではココモンと共にれいぞうこのくにを救うため、元気エネルギーの結晶を手に入れ、それをロボコンに食べさせ、暴走したダークパンを倒し、れいぞうこのくにを救うことができた。
キャンディパン
声：浅井晴美
第2期から登場。
カビキングの手下である猫で、元々はキャンディだった。
物語の敵だが、ココモン に恋をしている。
ポテパン
声：相樂真太郎
第2期から登場。
カビキングの手下である太ったビーバーで、元々はジャガイモだった。
お菓子を食べることが好き。

## 主題歌
オープニングテーマ「みんなのココモン」
- 日本語版歌詞：引田香織　編曲：関美奈子 歌：Project あにめろでぃ♪

エンディングテーマ「くるくるココモン」
- 日本語版歌詞：引田香織　編曲：関美奈子 歌：松本涼

## 各話リスト
| 話数                                | サブタイトル                        |
| れいぞうこのくにのココモン（第1期） | れいぞうこのくにのココモン（第1期） |
| ----------------------------------- | ----------------------------------- |
| 1                                   | れいぞうこのくに                    |
| 2                                   | かくれんぼ                          |
| 3                                   | さかなつりしよう                    |
| 4                                   | ようこそオモン                      |
| 5                                   | めいたんていグリ                    |
| 6                                   | アロミとかけっこ                    |
| 7                                   | うそついちゃダメ！                  |
| 8                                   | みんなのおんがくかい                |
| 9                                   | かいぶつがでた                      |
| 10                                  | しっぽがほしいよ                    |
| 11                                  | キューリーのぼうし                  |
| 12                                  | バナナをたすけて                    |
| 13                                  | はやくめをだせ                      |
| 14                                  | キャロはにんきもの                  |
| 15                                  | ごめんねアロミ                      |
| 16                                  | やくそくだよ                        |
| 17                                  | みんなでおかたづけ                  |
| 18                                  | ダイコー、あそぼう                  |
| 19                                  | あつい！あつい！あつい！            |
| 20                                  | たのしいおふろ                      |
| 21                                  | よるなんてこわくない                |
| 22                                  | そらをとびたい                      |
| 23                                  | オモンのおともだち                  |
| 24                                  | きをつけて                          |
| 25                                  | おおきくなりたい                    |
| 26                                  | いっしょにハッピーバースデー        |

## スタッフ
- 責任プロデューサー：チョン・ソンギョン（第1期〜第2期）→チョン・ヨンホン（第3期）
- プロデューサー：ナム・ハンギル（第1期〜第2期）→パク・ジョンミン（第2期〜第3期）、チョ・ソンヒ
- 企画総括：ミン・ビョンチョン、チャン・ジンウォン（第1期）
- 企画プロデューサー：ハン・ジス、シン・ドンシク
- 制作プロデューサー：イ・ジェヒョク（第1期〜第2期）、チェ・オシン（第2期〜第3期）
- ラインプロデューサー：ハン・ジェヒ
- 総監督：ミン・ビョンチョン
- 監督：チェ・グァンホ、キム・ジョンソク
- 助監督：キム・ミンギョン、ソ・ウンジョン
- シナリオ：チュ・ヒェジン、シン・ジョンミン、チャン・ソニ、イ・ヒョンスク、ソ・ギョンヒ
- コンテ：キム・ソンウォン、パク・ソンウン、イ・スギョン、キム・ミンギョン、ホ・ソク
- キャラクターデザイン：イ・ガンホ、ナ・ヨングン
- 編集：クォン・ヨンジュン
- アニメーション外周：ヤン・ホンギュ、EPSスタジオ、RSスタジオ
- コーディネーター：イム・ギョンフン
- スタイルガイド：コ・ジニョン（第1期）→チョ・フンサン（第2期〜第3期）
- 医学諮問：イ・ウニル、パク・ヨンジェ、ユン・ジョンフン
- マーケティング総括：イ・ジェヒ
- マーケティング：ユンチャン、ハン・ジス、キム・スンヒョク、ソク・ジョンソ、김지윤、イ・ヨンギュン、アン・エミ
- 事業：ファン・ジニョン、キム・デチャン、パク・ギウォン、チャ・ユンチャン、キム・ヒョンジ
- 音楽：シン・スンジュン
- 音響効果：チェ・ジニ（第1期）→キム・ジヘ（第2期〜第3期）
- 総合編集：イ・ジヘ
- 録音：조일오
- ミキシング：チョン・ムンソン
- 録音演出：シン・ドンシク
- 企画：EBS
- 制作：オリーブスタジオ、トゥーニバース（第1期）→EBS、ドリームサーチC&C（第2期〜第3期）

### 日本語版制作スタッフ
- 翻訳：中塚絵美子
- 演出：松本沙季
- 録音：小野伸也
- 録音スタジオ：メディアゲートスタジオ
- 協力：峰一郎、矢部敦志、浜口明子
- HP：勝浦宏明
- 録音スタジオ：メディアゲートスタジオ
- プロデューサー：近貞博、康栄珉、椿淳
- アニメ制作著作：Olive Studio
- 日本語版制作：メディアゲート
- 日本語版制作協力：日本マンガ芸術学院
- 配給協力：U-ANGEL
- 配給：メディアゲート
- © Olivestudio Ltd., CJ E&M. All Rights Reserved.

## 他作品への出演
2013年に公開された映画『ソウォン/願い』に登場する少女ソウォンはココモンが好きという設定である。
『ソウォン』の監督を務めたイ・ジュニクは、「ココモンの登場により世界が幻想的なものに変化する」と話しており、強姦されたソウォンが病室でココモンと出会う場面をきれいに撮影するよう心掛けたと述べている。